# Brachythecium laetum
Brachythecium laetum är en bladmossart som beskrevs av W. P. Schimper in B.S.G. 1853. Brachythecium laetum ingår i släktet gräsmossor, och familjen Brachytheciaceae. Inga underarter finns listade i Catalogue of Life.